# Shelby (Nebraska)
Shelby je selo u američkoj saveznoj državi Nebraska. Prema popisu stanovništva iz 2010. u njemu je živjelo 714 stanovnika.